# Beukenhaargalmug
De beukenhaargalmug (Hartigiola annulipes) is een muggensoort uit de familie van de galmuggen (Cecidomyiidae). De wetenschappelijke naam van de soort werd voor het eerst geldig gepubliceerd in 1839 door Hartig. De gallen komen voor op de Oosterse beuk (Fagus orientalis) en de beuk (Fagus sylvatica)

## Kenmerken
In het voorjaar begint de gal als een kleine, afgeplatte puist die aan beide zijden van het blad te zien is. De gal is eerst geelgroen en verandert later in roodbruin. Het bovenste deel wordt geleidelijk zuilvormig en is in augustus en september tot 6 mm hoog. De gal bevat een enkele witte larve, kan glad of behaard zijn en sommige ontwikkelen een punt. De gal valt op de grond als de larve volwassen is en laat een rond gat in het blad achter. De verpopping vindt plaats in de gevallen gal en de volwassen mug komt in het voorjaar tevoorschijn om eieren op de nieuwe bladeren te leggen. De vlieg is te vinden in mei en juni.

## Voorkomen
De soort is wijdverbreid in grote delen van Europa, met name Centraal-Europa. Dit omvat Groot-Brittannië (eiland), Ierland (eiland), Noord-Spanje, Frankrijk, België, Nederland en Luxemburg, Duitsland, Zwitserland, Denemarken, Oostenrijk, Zuid-Zweden, Slovenië en andere landen in Oost-Europa. Omdat de soort voornamelijk wordt geassocieerd met de gewone beuk, wordt hij aangetroffen in habitats met gewone beuken, bij voorkeur in beukenbossen. Naast de gewone beuk komt deze soort soms op de Oosterse beuk voor.